# Empis transbaicalica
Empis transbaicalica är en tvåvingeart som beskrevs av Igor Shamshev 2006. Empis transbaicalica ingår i släktet Empis och familjen dansflugor.
Artens utbredningsområde är Ryssland.